# 다카네촌 (야마구치현)
다카네촌(高根村)은 야마구치현 구가군에 설치되었던 촌이다. 현재의 이와쿠니시에 해당한다.

## 역사
- 1889년 4월 1일 - 정촌제 시행에 의해 구가군 다카네촌이 성립하였다.
- 1955년 4월 1일 - 히로세정, 후카스촌과 합병해 니시키정이 성립, 동일 다카네촌은 폐지되었다.

## 참고문헌
- 角川日本地名大辞典 35 山口県